# Millemont
Millemont est une commune française située dans le département des Yvelines en région Île-de-France.

## Géographie

### Situation
La commune de Millemont se situe dans le centre du département des Yvelines, à 25 km environ au Nord de Rambouillet, sous-préfecture, et à 30 km environ à l'Ouest de Versailles, préfecture du département. Elle se trouve à la limite du plateau du Mantois qui s'étend vers le Nord et du massif de Rambouillet, la forêt couvrant les parties Sud et Ouest de la commune.
| Orgerus     | Béhoust   | Garancières           |
| Bazainville | Millemont | La Queue-les-Yvelines |
| Gambais     |           | Grosrouvre            |

### Géologie et relief
La superficie de la commune est de 578 hectares ; son altitude varie entre 111 et 188 mètres.

### Hydrographie
Le territoire communal est irrigué par le ru de Breuil, ruisseau de 9,4 km qui prend sa source dans le Sud-Ouest de la commune, à 135 m d'altitude, et s'écoule vers le Nord-Est. C'est un sous-affluent de la Mauldre qui se jette dans le Lieutel à Vicq.

### Transports et voies de communications

#### Réseau routier
La commune est traversée par la départementale 197.

#### Desserte ferroviaire
La ligne de Saint-Cyr à Surdon passe sur le territoire communal. La gare ferroviaire la plus proche est la gare de Garancières - La Queue qui est situé à 1,8 km de la commune.

#### Autobus
La commune est desservie par la ligne 38 du réseau de bus Centre et Sud Yvelines.

### Climat
Pour des articles plus généraux, voir Climat de l'Île-de-France et Climat des Yvelines.
En 2010, le climat de la commune est de type climat océanique dégradé des plaines du Centre et du Nord, selon une étude du CNRS s'appuyant sur une série de données couvrant la période 1971-2000. En 2020, Météo-France publie une typologie des climats de la France métropolitaine dans laquelle la commune est exposée à un climat océanique et est dans la région climatique Sud-ouest du bassin Parisien, caractérisée par une faible pluviométrie, notamment au printemps (120 à 150 mm) et un hiver froid (3,5 °C).
Pour la période 1971-2000, la température annuelle moyenne est de 10,5 °C, avec une amplitude thermique annuelle de 14,3 °C. Le cumul annuel moyen de précipitations est de 666 mm, avec 10,6 jours de précipitations en janvier et 8 jours en juillet. Pour la période 1991-2020, la température moyenne annuelle observée sur la station météorologique la plus proche, située sur la commune de Saint-Léger-en-Yvelines à 10 km à vol d'oiseau, est de 11,0 °C et le cumul annuel moyen de précipitations est de 706,3 mm,. Pour l'avenir, les paramètres climatiques de la commune estimés pour 2050 selon différents scénarios d'émission de gaz à effet de serre sont consultables sur un site dédié publié par Météo-France en novembre 2022.

## Urbanisme

### Typologie
Au 1er janvier 2024, Millemont est catégorisée commune rurale à habitat dispersé, selon la nouvelle grille communale de densité à sept niveaux définie par l'Insee en 2022.
Elle appartient à l'unité urbaine de Garancières-La Queue-les-Yvelines, une agglomération intra-départementale regroupant trois  communes, dont elle est une commune de la banlieue,,. Par ailleurs la commune fait partie de l'aire d'attraction de Paris, dont elle est une commune de la couronne,. Cette aire regroupe 1 929 communes,.

### Occupation des solssimplifiée
Le territoire de la commune se compose en 2017 de 94,26 % d'espaces agricoles, forestiers et naturels, 1,66 % d'espaces ouverts artificialisés et 4,08 % d'espaces construits artificialisés.

## Toponymie
Le nom de la localité est attesté sous la forme Malimons vers 1272,.
A pour origine un « mauvais mont » ou un patronyme germanique Milo.

## Politique et administration

### Liste des maires
| Période                                  | Période  | Identité             | Étiquette    | Qualité                          |
| ---------------------------------------- | -------- | -------------------- | ------------ | -------------------------------- |
| Les données manquantes sont à compléter. |          |                      |              |                                  |
|                                          | 1874     | François             |              |                                  |
| 1875                                     | 1876     | Noblet               |              |                                  |
| 1876                                     | 1888     | Maurice Richard      | Bonapartiste |                                  |
| 1888                                     | 1891     | Georges Morel        |              |                                  |
| 1891                                     | 1899     | Joseph-Germain Bussy |              |                                  |
| 1899                                     |          | Georges Béjot (I)    |              | Agent de change honoraire        |
|                                          |          |                      |              |                                  |
|                                          |          | Robert de Baudus     |              | Beau-frère de Georges Béjot (II) |
| 1929                                     |          | Georges Béjot (II)   |              | Petit-fils de Georges Béjot (I)  |
|                                          |          |                      |              |                                  |
| avant 1995                               | 2008     | Colette de Baudus    | DVD          | Fille de Robert de Baudus        |
| 2008                                     | 2014     | Jacques Denis        |              |                                  |
| 2014                                     | En cours | Annie Joseph         |              |                                  |

## Population et société

### Démographie

#### Évolution démographique
L'évolution du nombre d'habitants est connue à travers les recensements de la population effectués dans la commune depuis 1793. Pour les communes de moins de 10 000 habitants, une enquête de recensement portant sur toute la population est réalisée tous les cinq ans, les populations de référence des années intermédiaires étant quant à elles estimées par interpolation ou extrapolation. Pour la commune, le premier recensement exhaustif entrant dans le cadre du nouveau dispositif a été réalisé en 2008.

En 2022, la commune comptait 278 habitants, en évolution de +11,65 % par rapport à 2016 (Yvelines : +2,72 %, France hors Mayotte : +2,11 %).
| 1793 | 1800 | 1806 | 1821 | 1831 | 1836 | 1841 | 1846 | 1851 |
| ---- | ---- | ---- | ---- | ---- | ---- | ---- | ---- | ---- |
| 101  | 177  | 196  | 176  | 219  | 241  | 224  | 214  | 200  |

| 1856 | 1861 | 1866 | 1872 | 1876 | 1881 | 1886 | 1891 | 1896 |
| ---- | ---- | ---- | ---- | ---- | ---- | ---- | ---- | ---- |
| 204  | 194  | 173  | 185  | 197  | 177  | 181  | 153  | 168  |

| 1901 | 1906 | 1911 | 1921 | 1926 | 1931 | 1936 | 1946 | 1954 |
| ---- | ---- | ---- | ---- | ---- | ---- | ---- | ---- | ---- |
| 150  | 145  | 165  | 158  | 165  | 174  | 182  | 189  | 144  |

| 1962 | 1968 | 1975 | 1982 | 1990 | 1999 | 2006 | 2008 | 2013 |
| ---- | ---- | ---- | ---- | ---- | ---- | ---- | ---- | ---- |
| 115  | 117  | 92   | 142  | 173  | 206  | 241  | 251  | 243  |

| 2018 | 2022 | - | - | - | - | - | - | - |
| ---- | ---- | - | - | - | - | - | - | - |
| 266  | 278  | - | - | - | - | - | - | - |

#### Pyramide des âges
En 2018, le taux de personnes d'un âge inférieur à 30 ans s'élève à 32,3 %, soit en dessous de la moyenne départementale (38 %). À l'inverse, le taux de personnes d'âge supérieur à 60 ans est de 26,3 % la même année, alors qu'il est de 21,7 % au niveau départemental.
En 2018, la commune comptait 119 hommes pour 147 femmes, soit un taux de 55,26 % de femmes, largement supérieur au taux départemental (51,32 %).
Les pyramides des âges de la commune et du département s'établissent comme suit.
| Hommes | Classe d’âge | Femmes |
| ------ | ------------ | ------ |
| 0,8    | 90 ou +      | 0,7    |
| 5,0    | 75-89 ans    | 6,1    |
| 20,2   | 60-74 ans    | 19,7   |
| 26,9   | 45-59 ans    | 21,1   |
| 19,3   | 30-44 ans    | 16,3   |
| 9,2    | 15-29 ans    | 11,6   |
| 18,5   | 0-14 ans     | 24,5   |

| Hommes | Classe d’âge | Femmes |
| ------ | ------------ | ------ |
| 0,6    | 90 ou +      | 1,4    |
| 6      | 75-89 ans    | 7,8    |
| 13,5   | 60-74 ans    | 14,8   |
| 20,7   | 45-59 ans    | 20,1   |
| 19,6   | 30-44 ans    | 19,9   |
| 18,5   | 15-29 ans    | 16,8   |
| 21,2   | 0-14 ans     | 19,2   |

### Enseignement
La commune est située dans l'académie de Versailles et ne possède plus d'école.

## Culture locale et patrimoine

### Lieux et monuments
- Église Saint-Martin-et-Saint-Maurice, petit édifice de style néo-classique construit en 1842, au clocher surmontant le porche d'entrée.
- Château de Millemont, construction des XVIe, XVIIe et XVIIIe siècles, propriété privée. Classé au titre des monuments historiques par arrêté du 25 janvier 1965[26].

### Personnalités liées à la commune
- Camille de Polignac (1832-1913), noble français et officier général dans l’armée des États confédérés d’Amérique entre 1860 et 1865, est né à Millemont.
- Charles Dufresne (1876-1938), peintre, sculpteur, graveur et décorateur français est né à Millemont.

### Cinéma
Plusieurs scènes de Nous irons tous au paradis,  un film français, réalisé par Yves Robert, sorti en 1977, sont tournées en extérieurs dans le village.

### Galerie

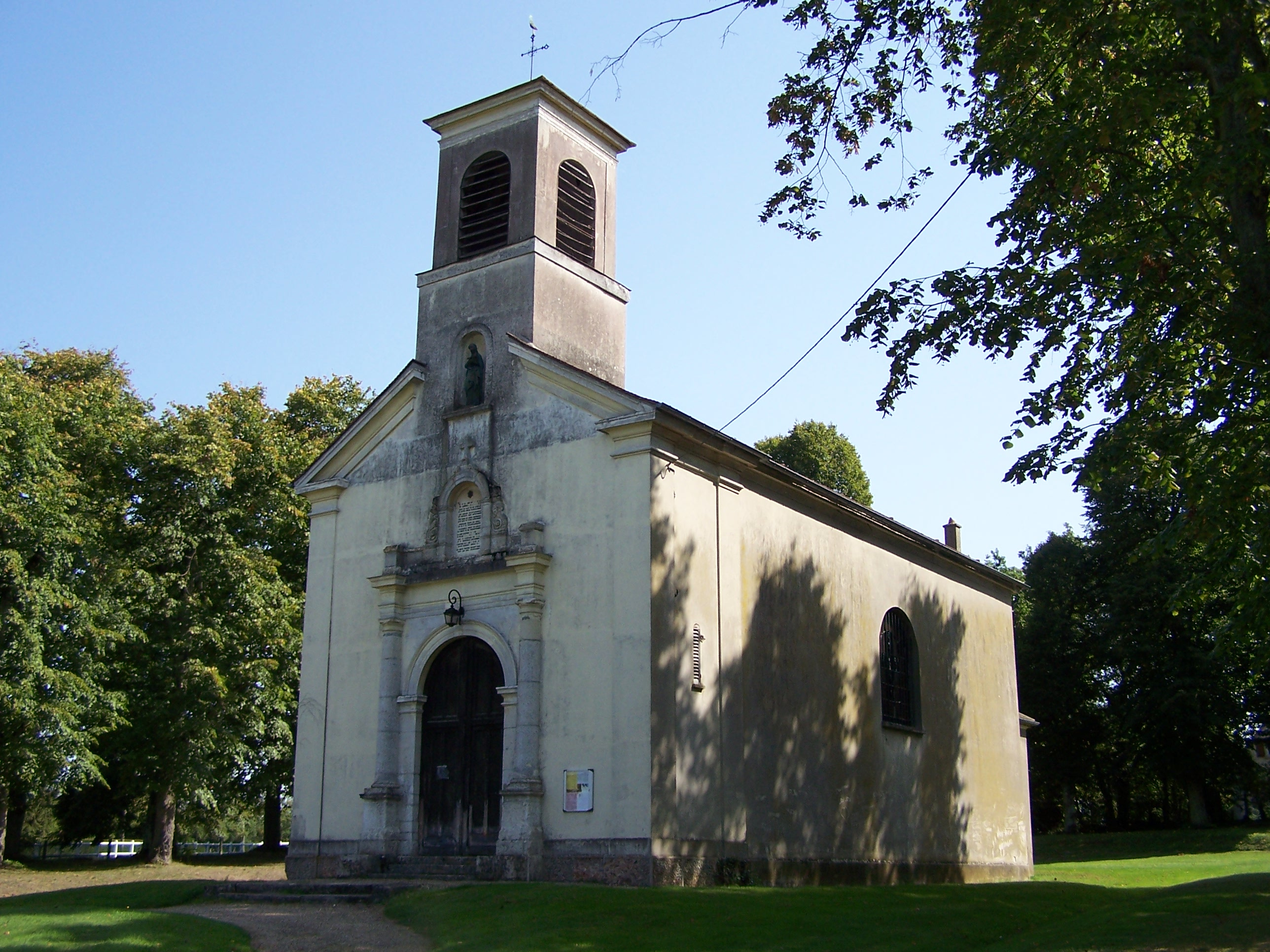
L'église Saint-Martin-et-Saint-Maurice.
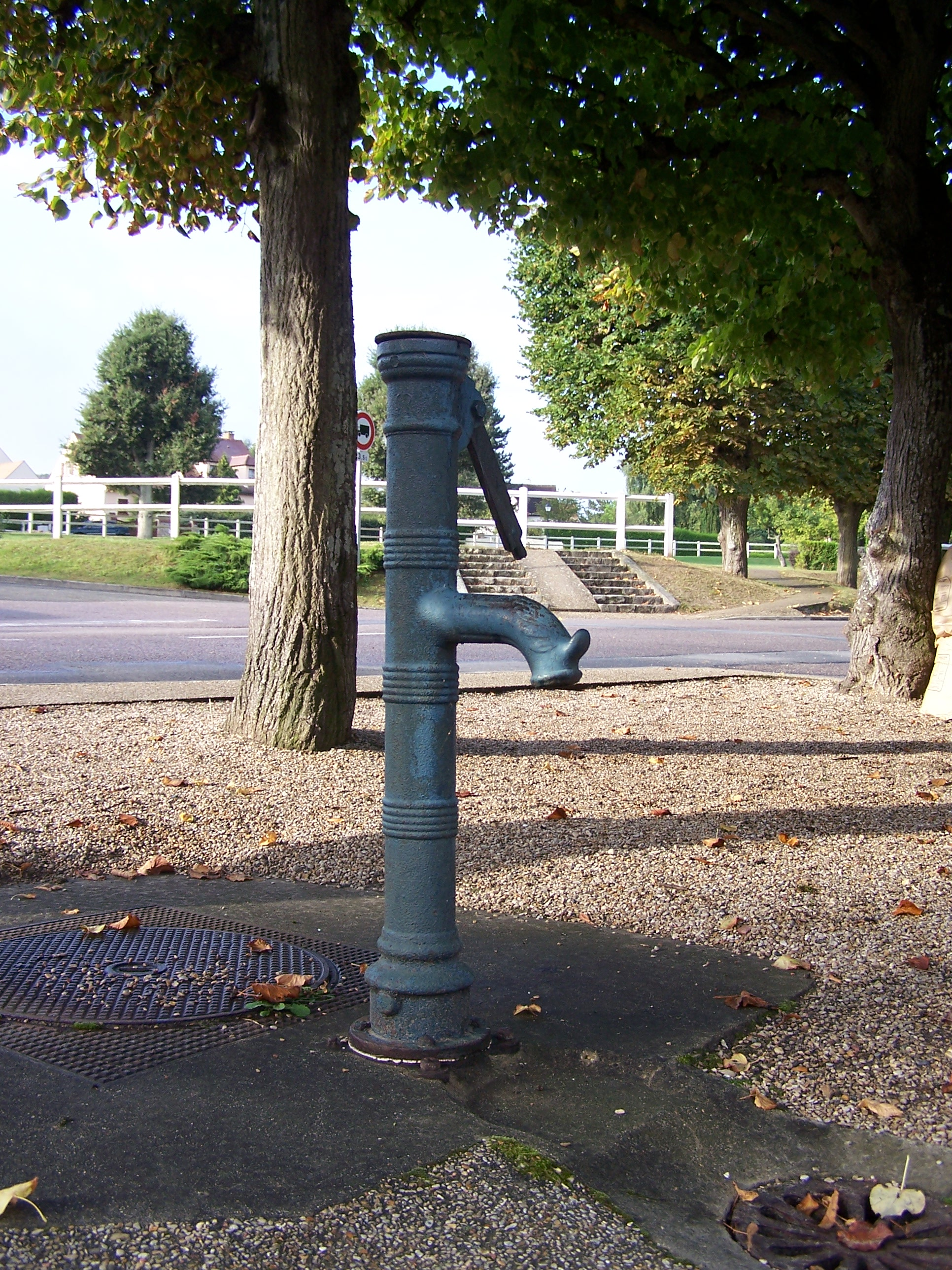
Ancienne fontaine.
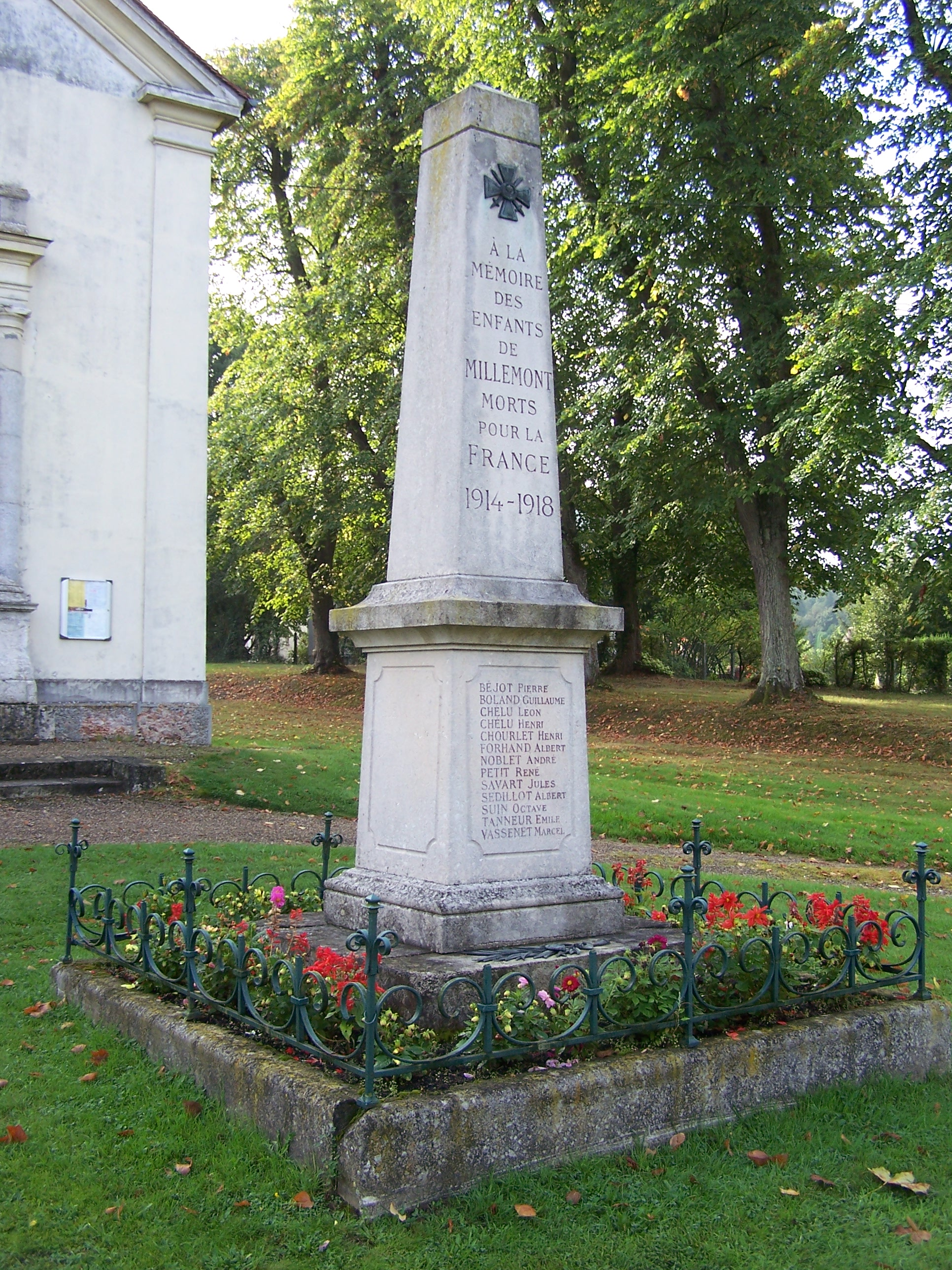
La stèle du monument aux morts.
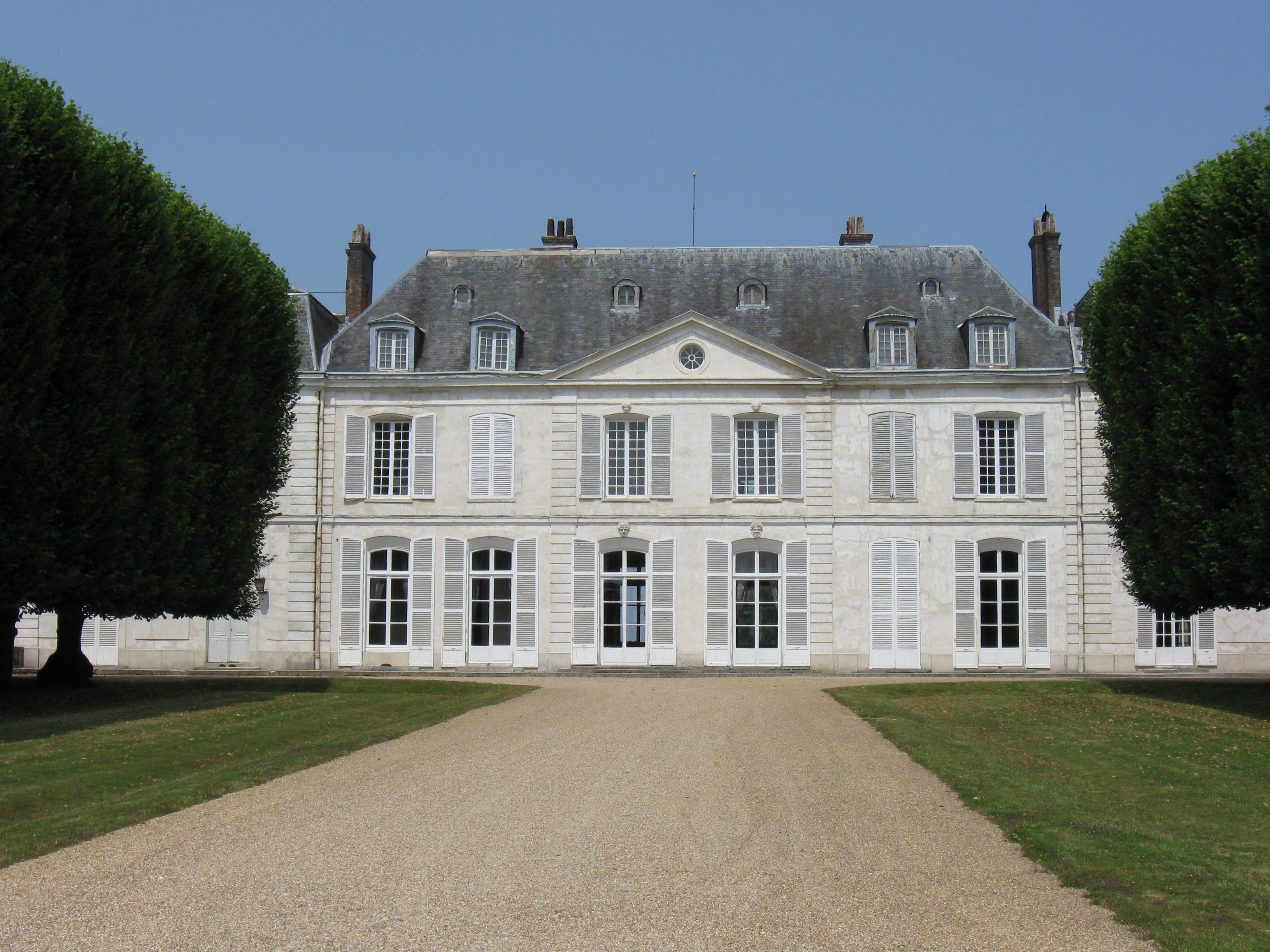
Le château de Millemont, (Propriété Privée)